# Linda Park
Linda Park (Seul, 9 de julho de 1978) é uma atriz americana de ascendência sul-coreana. Ela é mais conhecida pela personagem Hoshi Sato na série de televisão Star Trek: Enterprise.
Em 2011 participou da série House MD no episódio "Toma Lá, Dá Cá" onde atuou como Wendy Lee.

## Filmografia

### Filmes
| Ano  | Título original         | Título em português                                | Papel           | Observações    |
| 2001 | Jurassic Park III       | Jurassic Park III (BR) / Parque Jurássico III (PT) | Hannah          |                |
| 2002 | Taken                   |                                                    | Party Goer      |                |
| 2004 | Geldersma               |                                                    | Min             | Curta-Metragem |
| 2006 | My Prince, My Angel     |                                                    | Shen            | Curta-Metragem |
| 2006 | Honor                   | Honra (PT)                                         | Seiko Kobayashi |                |
| 2009 | Infestation             |                                                    | Leechee         |                |
| 2013 | The Ordained            |                                                    | Grace Ping      |                |
| 2013 | Yellow Face             |                                                    | Carla Chang     |                |
| 2013 | The Face of Love        |                                                    | Jan             |                |
| 2014 | Unbelievable!!!!!       |                                                    | Amber Earhardt  |                |
| 2016 | A Christmas in New York |                                                    | Courtney Chen   |                |

### Televisão
| Ano         | Título original                   | Título em português                                                                 | Papel                | Observações                  |
| 2001        | Popular                           | Popularidade (Br)                                                                   | Anna Lin             |                              |
| 2001 - 2005 | Star Trek: Enterprise             |                                                                                     | Hoshi Sato           |                              |
| 2007        | Raines                            |                                                                                     | Sally Lance          |                              |
| 2007 - 2008 | Women's Murder Club               | O Clube das Investigadoras (PT)                                                     | Denise Kwno          |                              |
| 2009        | Life                              |                                                                                     | Debbie Quo           |                              |
| 2009        | Law & Order: Special Victims Unit | Lei & Ordem: Unidade de Vítimas Especiais (Br) / Lei & Ordem: Unidade Especial (PT) | TARU Tech            |                              |
| 2009        | Crash                             |                                                                                     | Maggie Cheon         |                              |
| 2011        | The Mentalist                     | O Mentalista (BR/PT)                                                                | Dr. Montague         |                              |
| 2011        | House, M.D.                       | Dr. House (BR/PT)                                                                   | Dr. Wendy Lee        |                              |
| 2012        | NCIS                              | CIS - Investigações Criminais (Br)                                                  | Nora Patel           |                              |
| 2014        | Legends                           |                                                                                     | Dr. Blair Halstrom   | 2 episódios                  |
| 2015        | Castle                            |                                                                                     | Inspetora Zhang      | Episódio: "Hong Kong Hustle" |
| 2016        | Star Trek: Captain Pike           |                                                                                     | Capitã Grace Shintal |                              |
| 2017        | Bosch                             |                                                                                     | Jun Park             | 5 episódios                  |
| 2018        | iZombie                           |                                                                                     | Senhora Brinks' Chef | Episódio: "Blue Bloody"      |
| 2018        | The Resident                      |                                                                                     | Janine Levasseur     | Episódio: "Trial & Error"    |